# Daphnephila machilicola
Daphnephila machilicola är en tvåvingeart som beskrevs av Junichi Yukawa 1974. Daphnephila machilicola ingår i släktet Daphnephila och familjen gallmyggor. Inga underarter finns listade i Catalogue of Life.